# Eurasianet
Eurasianet — американский новостной и аналитический сайт, пишущий на английском и русском языках на темы Центральной Азии, Кавказа, России и Передней Азии.
Был запущен в 2000 году под эгидой проекта «Евразия» фонда «Открытое общество». В 2016 году Eurasianet отделился и стал независимой некоммерческой новостной организацией. Хостинг сайту теперь предоставляет Институт Гарримана при Колумбийском университете. Сайт получает финансовую поддержку от компании Google, фонда «Открытое общество» и Национального фонда демократии.
В 2007 году получил премию EPpy Awards за свой проект про Тюльпановую революцию в Кыргызстане. В 2011 году получил премию EPpy Awards в номинации «лучший новостной сайт с менее чем 250 тысячами посетителей».